# Manx Museum

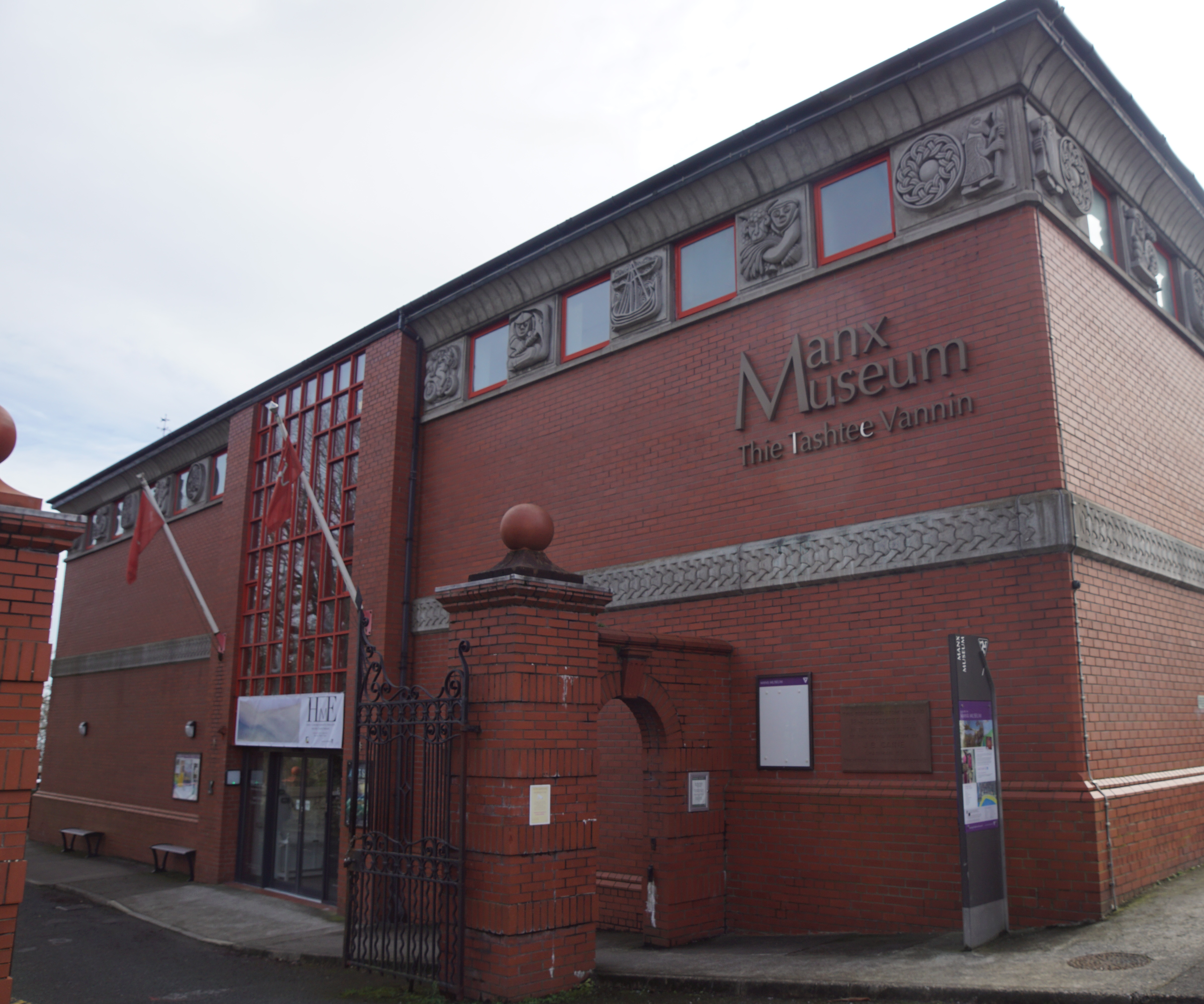
De entree van het Manx Museum in Douglas.

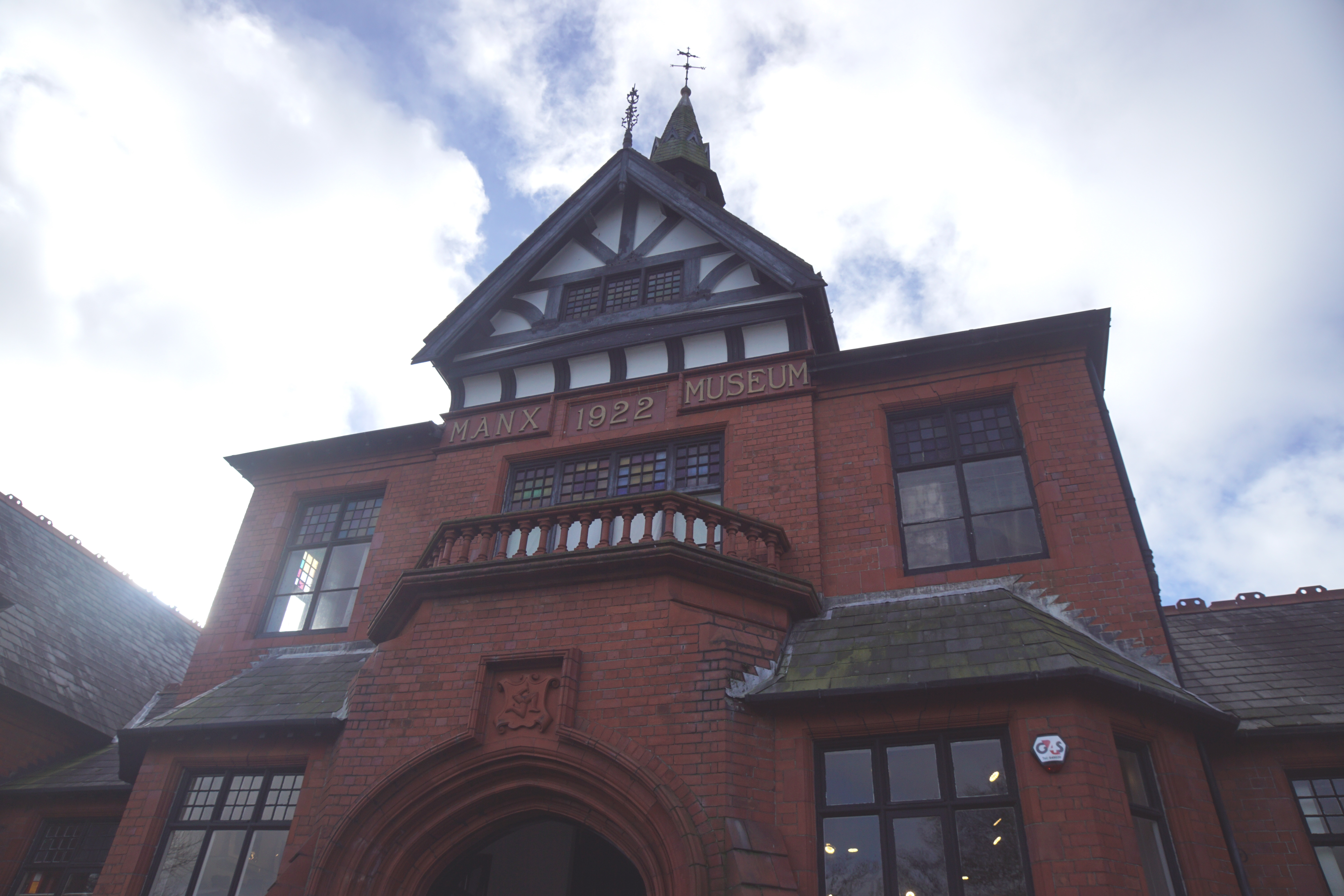
Voorgevel van het gebouw uit 1886 waarin in 1922 het Manx Museum werd gevestigd.

Het Manx Museum (in Manx-Gaelisch: Thie Tashtee Vannin) is een museum gericht op de geschiedenis, cultuur en natuur van Man, gevestigd in een negentiende-eeuws pand, gelegen in de Kingswood Grove in Douglas op het eiland Man. Het wordt uitgebaat door de Manx National Heritage.

## Geschiedenis en gebouw
Het Manx Museum is sinds 1922 gevestigd in het Noble's Hospital and Dispensary (Ziekenhuis en Apotheek van Noble) dat in 1886 werd gebouwd. Dat ziekenhuis werd gesticht door de bankier en filantroop Henry Bloom Noble (1816-1903) die het hospitaal twee jaar later opende.
Het ontwerp van het pand werd gemaakt door Cubbon & Bleakley. De plattegrond was U-vormig met een vleugel voor 14 mannen en een vleugel voor 14 vrouwen. De voorzijde is naar het noorden gericht (de onderkant van de U) en heeft een centrale toren. Het aantal patiënten nam echter toe en in 1912 werd een nieuw hospitaal gebouwd aan de Westmoreland Road. Dat pand bleef tot 1996 in gebruik..
In 1922 betrok het Manx Museum het oude hospitaal. Het Manx Museum and National Trust (MMNT) was in 1886 opgericht. De eerste curator van het museum werd Philip Kermode.
In de periode 1932-1936 werd het pand vergroot door Lomas & Barrett met een kunstgalerij en een bibliotheek aan de zuidkant van het gebouw. In 1957 werd aan de noordoostzijde werd een bibliotheek met een stalen frame met eigen portiek toegevoegd naar een ontwerp van de architect Douglas Calder. In 1989 volgde een nieuwe entree naar een ontwerp van de architecten Malcolm Watson en Alan Blair met een fries met panelen van David Gilbert.

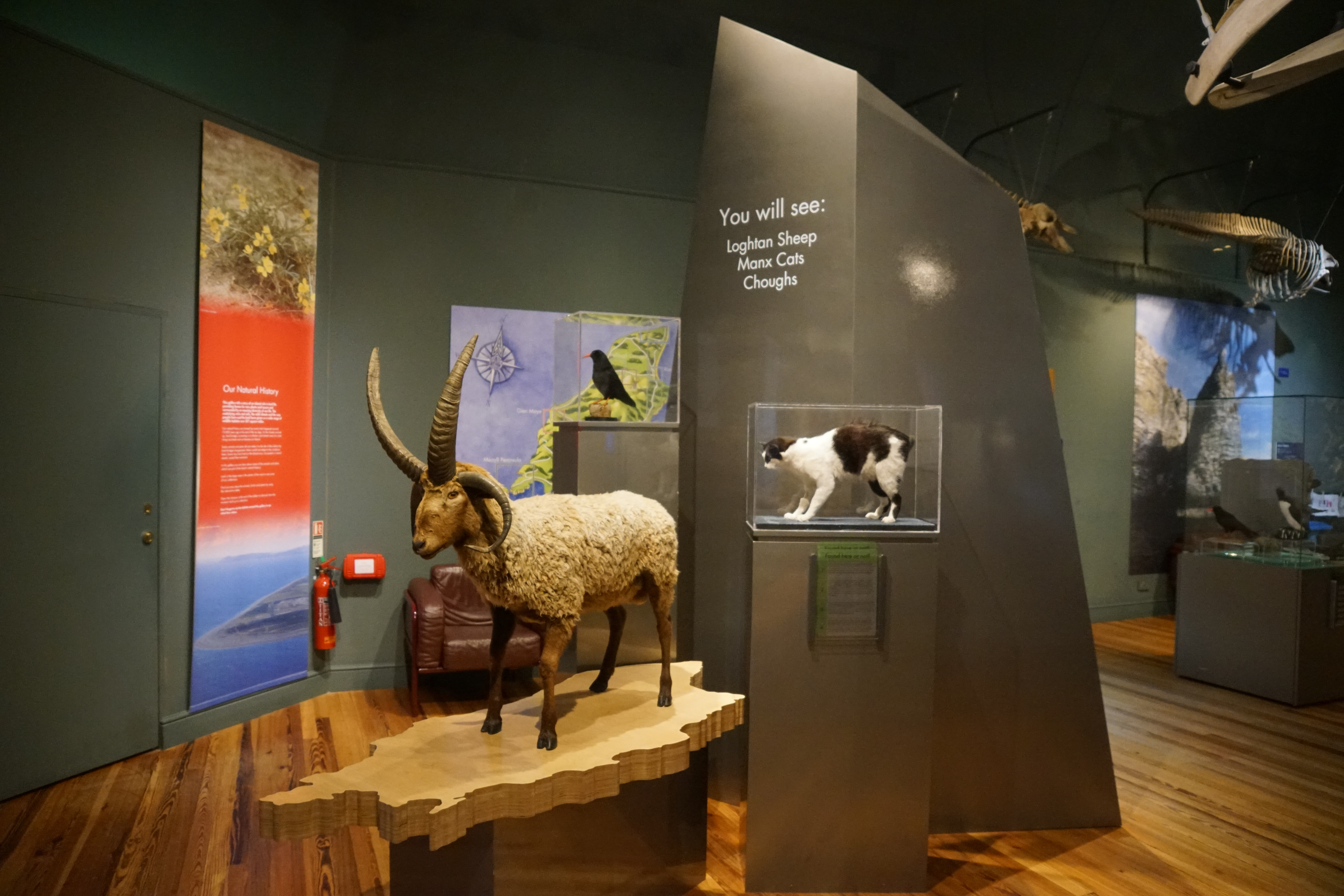
Een Manx-schaap en een Manx-kat.

## Collectie
Het Manx Museum beschikt over een grote bibliotheek met publicaties over het eiland. Daarnaast heeft het museum een grote, gevarieerde collectie over de geschiedenis, natuur en cultuur van het eiland.
Anno 2024 zijn in het museum verschillende tentoonstellingsruimtes die onder meer gaan over de geologie van het eiland, de natuurhistorie, de dieren die voorkomen op het eiland, de archeologie waaronder aandacht voor de middeleeuwse kruisen, de politieke ontwikkeling (Tynwald), industrialisatie, transport, toerisme (bijvoorbeeld de Isle of Man TT en de oorlogen.
Daarnaast is er aandacht voor de kunst en de folklore en taal Manx-Gaelisch van het eiland.

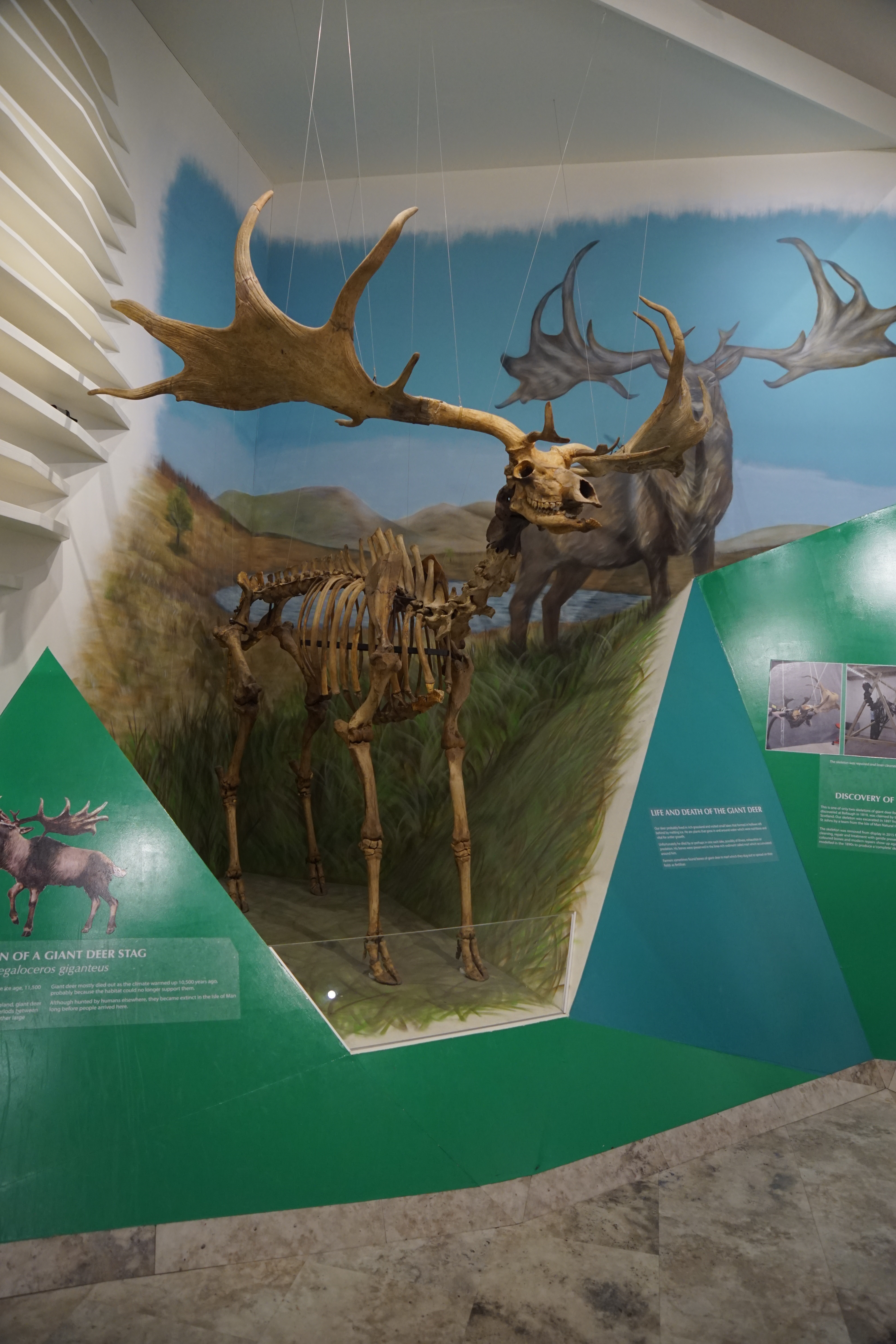
Skelet van een reuzenhert
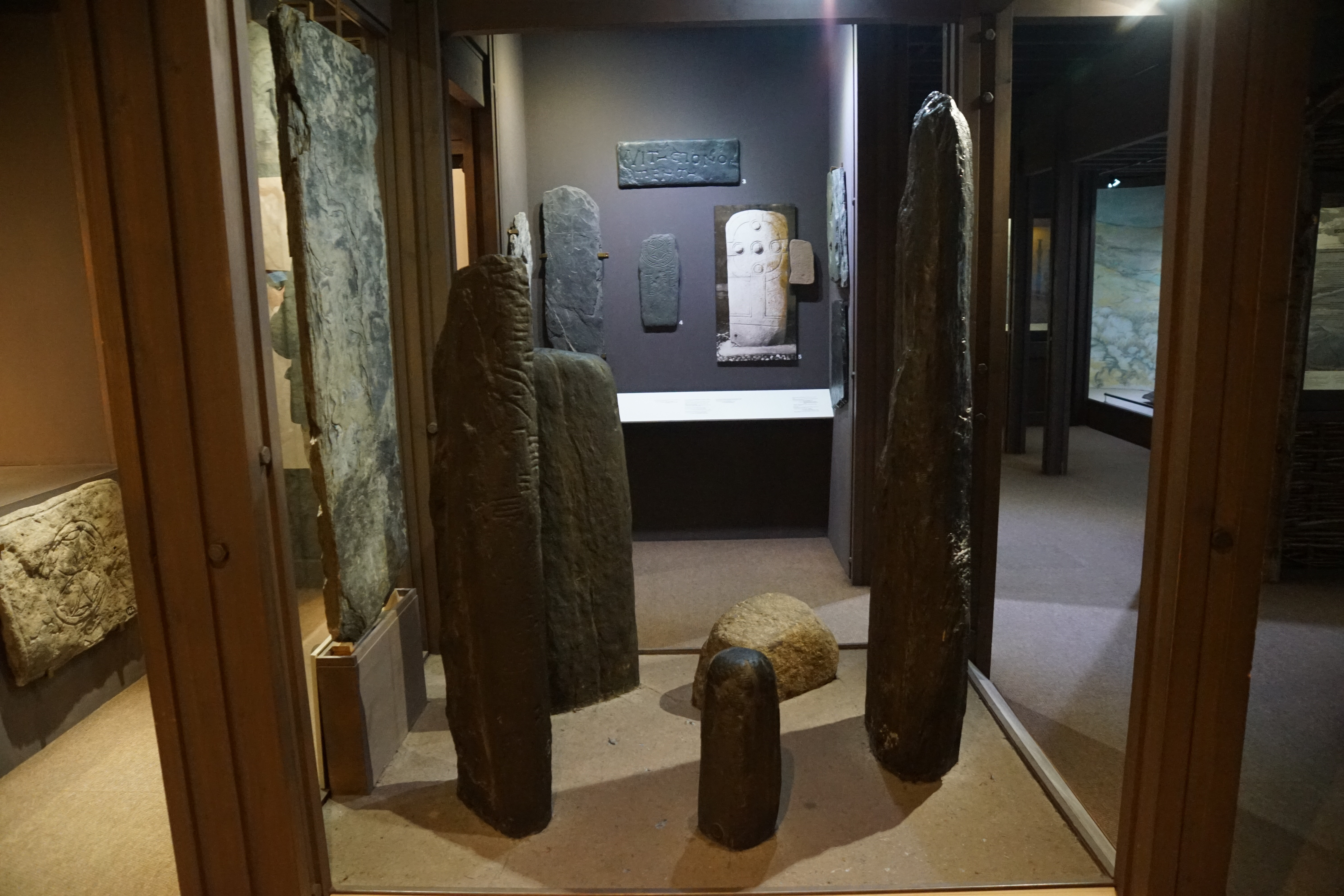
Middeleeuwse kruisen
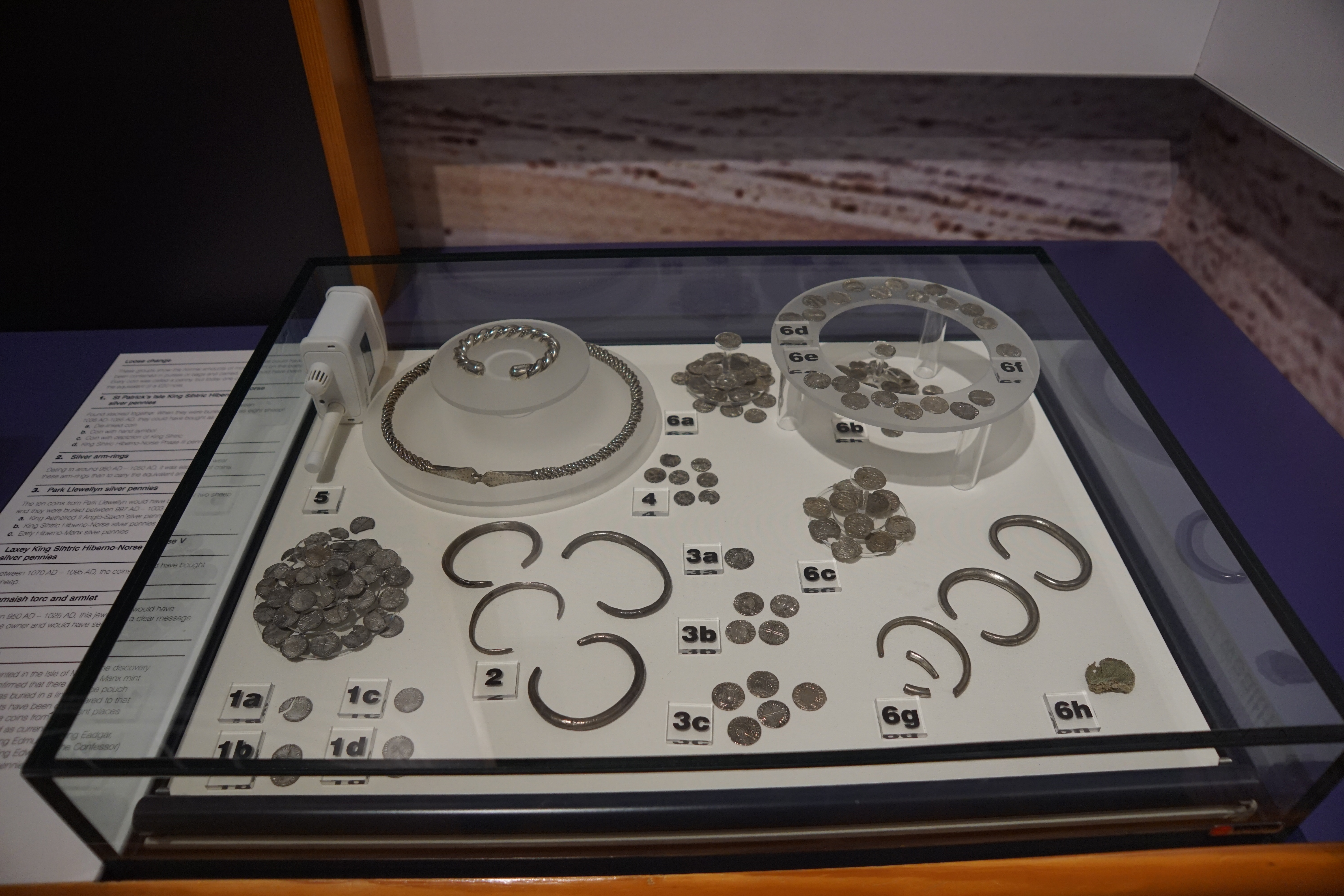
Een vikingschat (de Kirk Michael hoard)
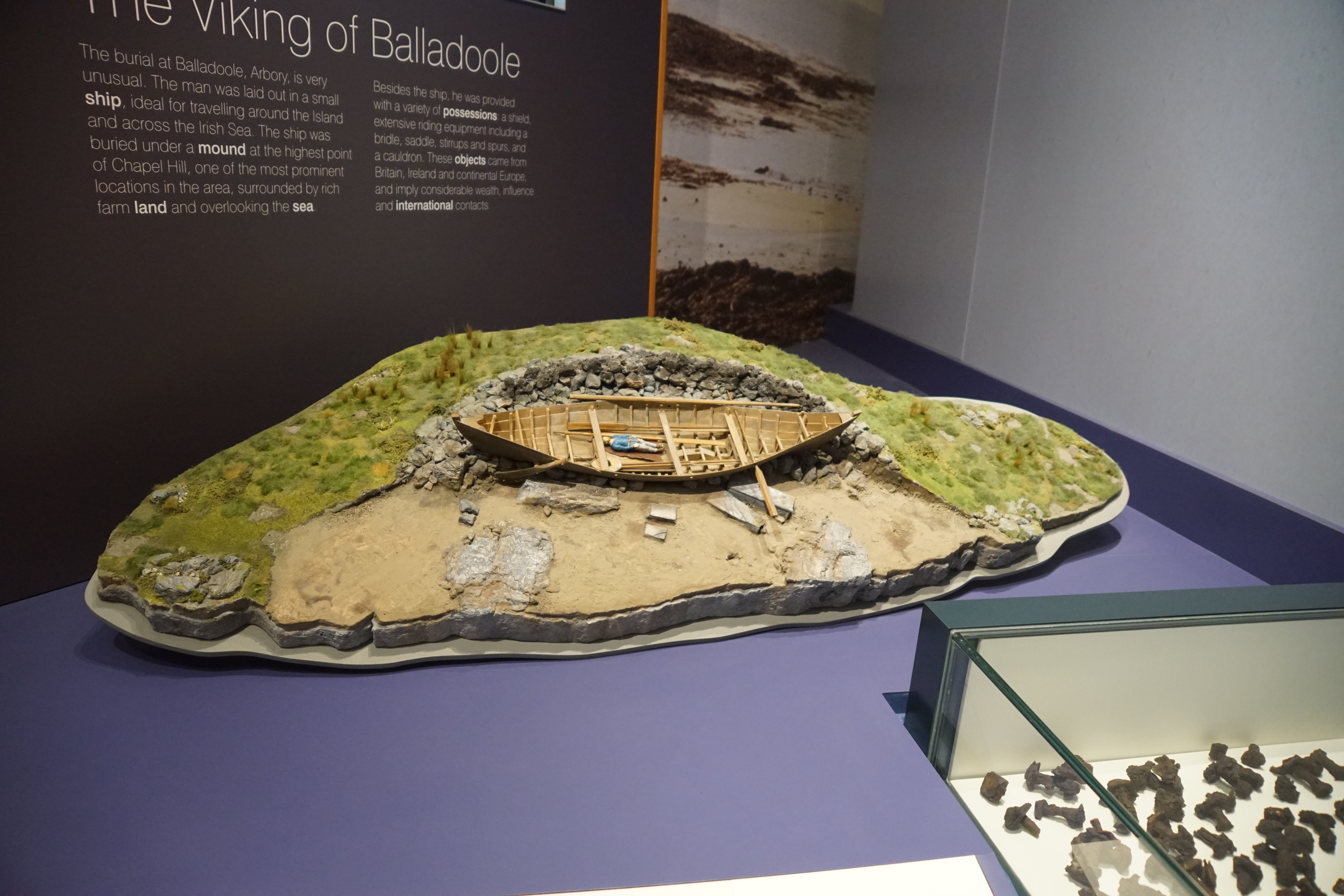
Het graf van een Vikingschip in Balladoole
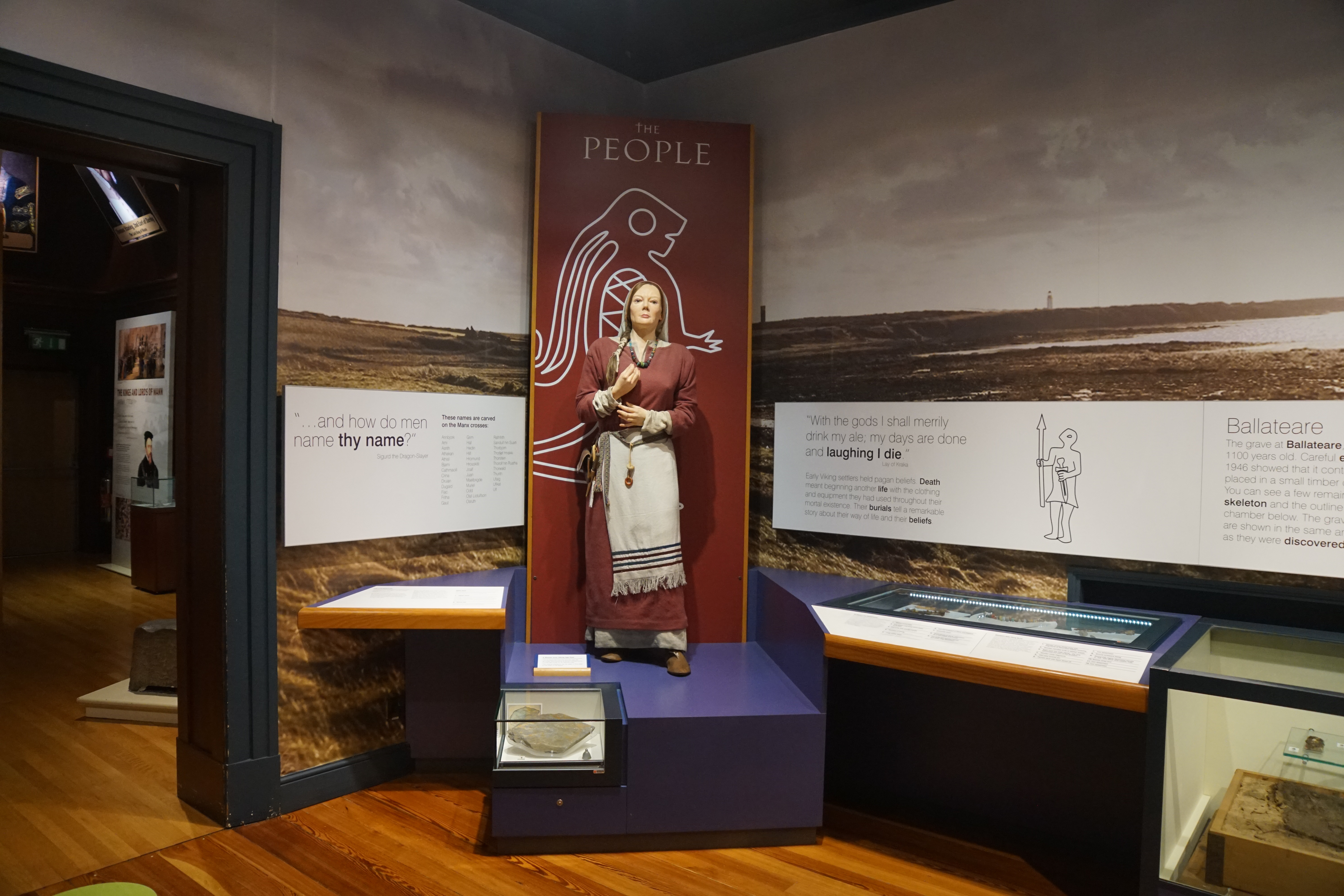
De viking, de mens
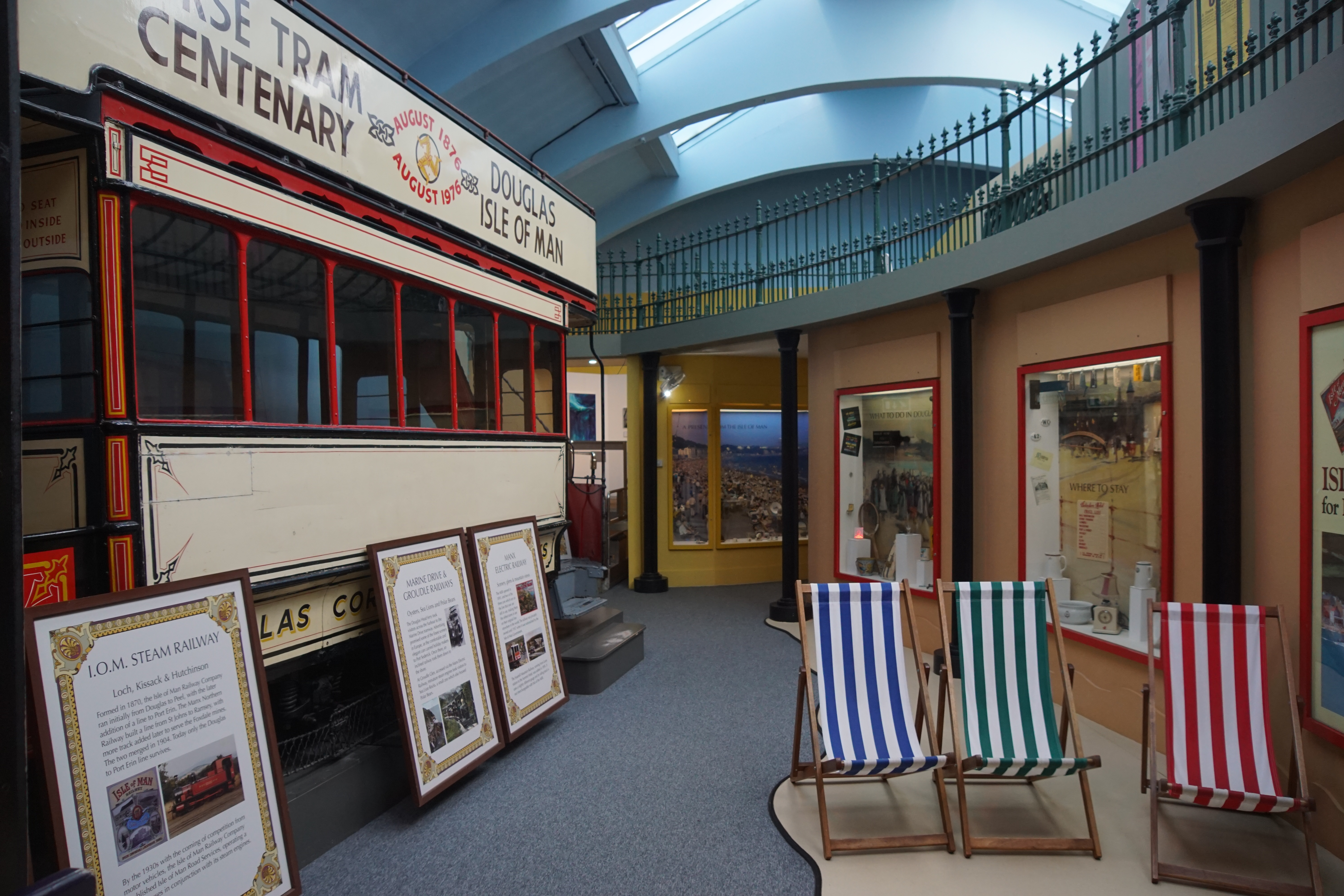
Een paardentram